# Trichopselaphus
Trichopselaphus is een geslacht van kevers uit de familie van de loopkevers (Carabidae). De wetenschappelijke naam van het geslacht is voor het eerst geldig gepubliceerd in 1843 door Chaudoir.

## Soorten
Het geslacht Trichopselaphus omvat de volgende soorten:
- Trichopselaphus erwinorum Ball, 1978
- Trichopselaphus gloriosus Ball, 1978
- Trichopselaphus magnificus Ball, 1978
- Trichopselaphus meyeri Ball, 1978
- Trichopselaphus minor Bates, 1882
- Trichopselaphus stockwelli Ball, 1987
- Trichopselaphus subiridescens Chaudoir, 1843
- Trichopselaphus woldai Ball, 1987